# Ahmed Salah Hosny
Ahmed Salah Hosny (11 luglio 1979) è un ex calciatore egiziano, di ruolo attaccante.

## Carriera

### Club
Ha giocato nel campionato egiziano, tedesco, belga, turco e cinese.

### Nazionale
Con la maglia della Nazionale egiziana ha collezionato 30 presenze.